# 2022年トルクメニスタン大統領選挙
2022年トルクメニスタン大統領選挙（2022ねんトルクメニスタンだいとうりょうせんきょ、トルクメン語: 2022 Türkmenistan prezident saýlawy）は、2022年3月12日にトルクメニスタンで行われた大統領の選挙（第6期）である。

## 概要
当選した候補者は2029年まで大統領を務めることになる。セルダル・ベルディムハメドフが勝利し3月19日、トルクメニスタン大統領に就任した。
トルクメニスタンの大統領職の任期は7年であるが、前職のグルバングル・ベルディムハメドフが2022年2月12日、同国の上院にあたる人民評議会の緊急会合にて若い指導者に権力を渡す目的で大統領を辞任すると表明したため、前回の選挙から5年後となるこのタイミングで選挙が行われることとなった。この選挙でセルダルは得票率72.97％で当選し、3月19日第3代トルクメニスタン大統領に就任した。しかしながらこの選挙は国際的には公正な選挙ではなかったと考えられている。
トルクメニスタンでは、自由で公正な選挙が行われたことがなく、この2022年の選挙も、権威主義的な状況下で行われた。長らくトルクメニスタンは、サパルムラト・ニヤゾフとグルバングル・ベルディムハメドフの支配下にある全体主義の独裁国家であると言われてきた。トルクメニスタン民主党は唯一の合法的な勢力と見なされており、他の政党は複数政党制に見せかける目的で2012年以降に設立された。現時点で、合法な政党は全て政府を支持している。
2016年に憲法の改正があり、大統領の任期が5年から7年に延長され、70歳の年齢制限が撤廃された。現職のベルディムハメドフを大統領職に留めるためのものでこの前年に当たる2021年9月に長男のセルダル・ベルディムハメドフが40歳となり大統領選挙へ出馬できる年齢に達したため、息子への権力移譲を意図した辞任ではないか、あるいは終身大統領の布石とするのではないかと見られていたが、2017年2月12日に9人の立候補により行われた大統領選挙で再任の後、グルバングルは7年の任期のちょうど5年を終える2022年2月12日に大統領職の辞任を宣言し、同日にマジュリス（Mejilis）は憲法第81条に従い、3月12日に選挙を予定する決議を可決した。大統領の息子であるセルダル・ベルディムハメドフは、父親の後継者であると広く見られていた。

## 選挙データ

### 大統領
- 選挙前：グルバングル・ベルディムハメドフ（第2代）
- 選挙後：セルダル・ベルディムハメドフ（第3代）

### 公示日
- 2022年2月21日

### 投票日
- 2022年3月12日

### 選挙制度
- 二回投票制[18][19]。

第1回投票で当選するには有効投票総数の過半数を得る必要がある。不在の場合は上位2候補による決選投票を実施。
投票方法
秘密投票、単記投票、1票制
選挙権
18歳以上のトルクメニスタン国民
被選挙権
40歳以上のトルクメニスタン国民

## 選挙活動

### 候補者

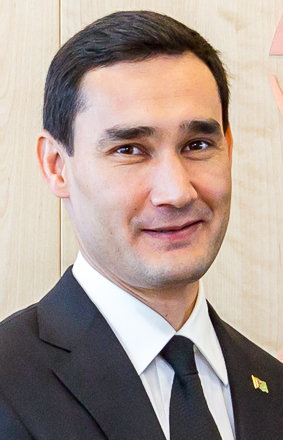
セルダル・ベルディムハメドフ 民主党 副首相
アガジャン・ベクミラドフ 農民党 マル州副知事
ペルハット・ベゲンジョフ 民主党
ベルディマンメット・グルバノフ 無所属
ババミラット・メレドフ 資本家・起業家党
Maksatmyrat Öwezgeldiýew 無所属
カカゲルディ・サリエフ 無所属
マクサト・オデショフ 民主党
ヒディア・ヌンネーフ 無所属 国立物理文化スポーツ研究所副所長

### 候補者の動き
2022年2月14日
- 民主党大会が開催され、セルダル・ベルディムハメドフを候補に指名[21][22][23]。

2022年2月16日
- 農民党大会が開催され、アガジャン・ベクミラドフを候補に指名[24]

2022年2月20日
- レバプ州の政治主導会議がペルハット・ベゲンジョフを候補者に指名[25][26]。
- バルカン州の政治主導会議は、ベルディマンメット・グルバノフを候補者に指名[26]。

2022年2月21日
- 資本家・起業家党は、ババミラット・メレドフを候補者に指名[27]。
- アハル州の政治主導会議は、Maksatmyrat Öwezgeldiýewを候補者に指名[28]。
- マル州の政治主導会議は、カカゲルディ・サリエフを候補者に指名[28]。

2022年2月22日
- ダショグズ州の政治主導会議は、マクサト・オデショフを候補者に指名[25][29]。
- アシガバートの政治主導会議は、ヒディア・ヌンネーフを候補者に指名[29]。

選挙運動は2月21日に開始した。トルクメニスタン選挙法第51条に従い、候補者は登録した瞬間から、選挙前や選挙運動中の会議、メディアでの発言を行う平等な権利を有する。国家権力や地方自治政府、また組織や企業の役人は、選挙に関連する必要な情報を入手する際に候補者を支援する義務がある。また同法第52条によると、トルクメニスタンの大統領候補者は、各エトラップないし各都市にエトラップの権利を持つ代理人を3名まで持つことができる。候補者による会議はトルクメニスタンの領土全体で開催され、一般の人々、企業や組織の労働者集団の代表者、老若男女の幅広い参加を得ている。
2022年2月28日、独立国家共同体（CIS）の監視代表団（observer mission）がトルクメニスタンに到着した。また3月2日に期日前投票が開始し、41の投票所が設けられた。中央選挙委員会の報告によると、選挙への投票率は97.17％であったという。

## 選挙結果
| 候補者                   | 候補者                             | 所属政党                         | 得票数    | 得票率 |
| ------------------------ | ---------------------------------- | -------------------------------- | --------- | ------ |
|                          | セルダル・ベルディムハメドフ       | トルクメニスタン民主党           | 2,452,705 | 72.97% |
|                          | ヒディア・ヌンネーフ               | 無所属                           | 372,525   | 11.09% |
|                          | アガジャン・ベクミラドフ           | トルクメニスタン農民党           | 242,685   | 7.22%  |
|                          | ベルディマンメット・グルバノフ     | 無所属                           | 74,690    | 2.22%  |
|                          | ペルハット・ベゲンジョフ           | トルクメニスタン民主党           | 67,770    | 2.02%  |
|                          | マクサトミラト・オベズゲルディエフ | 無所属                           | 38,881    | 1.16%  |
|                          | マクサト・オデショフ               | トルクメニスタン民主党           | 38,801    | 1.15%  |
|                          | カカゲルディ・サリエフ             | 無所属                           | 36,568    | 1.09%  |
|                          | ババミラット・メレドフ             | トルクメニスタン資本家・企業家党 | 36,412    | 1.08%  |
| 総計                     | 総計                               | 総計                             | 3,361,037 | 100.0% |
| 有効票数（有効率）       | 有効票数（有効率）                 | 有効票数（有効率）               | 3,361,037 | 99.97% |
| 無効票・白票数（無効率） | 無効票・白票数（無効率）           | 無効票・白票数（無効率）         | 1,015     | 0.03%  |
| 投票総数（投票率）       | 投票総数（投票率）                 | 投票総数（投票率）               | 3,362,052 | 97.17% |
| 棄権者数（棄権率）       | 棄権者数（棄権率）                 | 棄権者数（棄権率）               | 98,028    | 2.83%  |
| 有権者数                 | 有権者数                           | 有権者数                         | 3,460,080 | 100.0% |
| 出典：Central Commission |                                    |                                  |           |        |

## 国際社会の反応
- 中国 - 中国共産党の習近平総書記は、結果の発表後、セルダル・ベルディムハメドフにお祝いのメッセージを送った。[38]
- ロシア - ウラジーミル・プーチン大統領は、グルバングルとセルダルの親子双方との電話で祝辞を述べたと伝えられている[39]。
- テュルク評議会 - ツイッターを通してセルダルを祝福した[40]。